# Eddy Huntington
Eddy Huntington, pseudonimo di Edward Huntington (Peterlee, 29 ottobre 1965), è un cantante britannico. È considerato uno dei più famosi artisti pop star della musica di genere italo disco. Molto popolare negli anni ottanta in Scandinavia, Europa e altri paesi.

## Biografia
Nato da padre inglese e madre thailandese, a 18 anni, vivendo a Londra, lavorava già in video musicali e muoveva suoi primi passi come modello. Ha inciso con la Baby Records e la Edizioni Musicali Allione.
Il suo più grande successo è stata la canzone U.S.S.R., scritta da Roberto Turatti, Michele Chieregato e Tom Hooker  (che canta anche nei ritornelli).
Nel 1986 U.S.S.R. è stata lanciata in tutta Europa e, grazie alle incisioni della casa discografica tedesca ZYX, è stato subito un grandissimo successo ed un grosso debutto; anche se, paradossalmente, non nel Regno Unito. Tanto che, attualmente, è ancora molto ascoltata nel mondo ex-sovietico, come pure in molte altre parti d'Europa.
Huntington ha prodotto solo altri pochi brani, prima di abbandonare completamente la scena e il panorama musicali. Tutti riscossero un notevole consenso. Ricordiamo: May Day e Meet My Friend. Suo è anche l'album: Bang Bang Baby, del 1988.
Ha lasciato la musica nei primi anni novanta, e ha studiato per diventare insegnante di scuola elementare; ha vissuto in Thailandia con sua moglie, dove ha intrapreso una carriera nel settore educativo.
Nel 2005, Huntington è riapparso aprendo i concerti della Discotechka 80's in Russia.
Sono stati invitati anche Bonnie Tyler, gli Alphaville, Sabrina Salerno e Savage. Entrambi i concerti sono stati suonati davanti a milioni di persone, in uno stadio, sono passati sulla TV locale e sono stati pubblicati in DVD.
Nel 2009 Eddy Huntington è tornato con un nuovo singolo intitolato Love For Russia, inciso per la I Venti D'Azzurro Records. In seguito torna per sostenere la mission sociale dello spettacolo Stars 80, presso il Teatro delle Muse di Roma il 29 giugno, per fermare la strage di cani e gatti in Spagna. Allo spettacolo partecipa anche il collega Gary Low.

## Discografia

### Album in studio
- 1988 - Bang Bang Baby

### Singoli
- 1986 - U.S.S.R.
- 1987 - Meet My Friend
- 1987 - Up & Down
- 1988 - Bang Bang Baby
- 1988 - May Day
- 1988 - Physical Attraction
- 1988 - Shock In My Heart
- 1997 - Future Brain
- 2009 - Love For Russia
- 2010 - Warsaw In The Night
- 2011 - Honey Honey
- 2013 - Rainy Day in May